# David Gray (musicus)

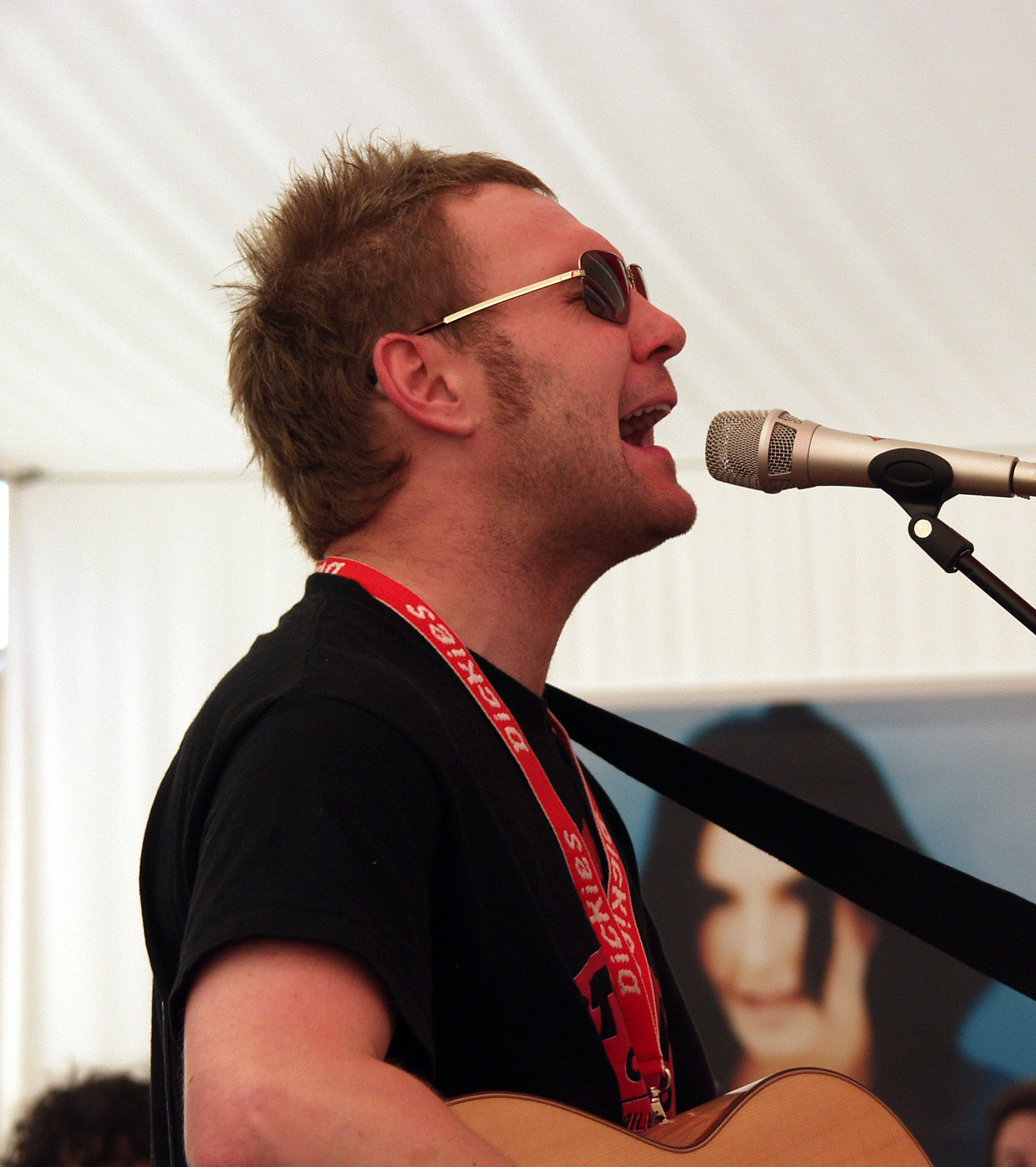
David Gray

David Gray (Sale (Greater Manchester), 13 juni 1968) is een Britse popartiest. Sedert jaren timmert hij in Ierland en het Verenigd Koninkrijk aan de weg. In Ierland brak hij door en is hij nog steeds bijzonder populair. De cd White Ladder is in Ierland, het land van U2, nog steeds het best verkochte album ooit. Hij werd door een recensent eens een 'adopted Irish' genoemd. Dit is ook waar hij verreweg de grootste populariteit geniet. In Nederland brak hij door met zijn album 'White Ladder' in 1999. Vooral nummers als 'Babylon', 'Please Forgive Me', 'This Year's Love', 'Sail Away' en 'Be Mine' staan model voor de esthetiek die Gray in muziek kan leggen.
In 2001 werkt hij samen met danceact Orbital op de single Illuminate.

## Discografie

### Albums
| Album met eventuele hitnotering(en) in de Nederlandse Album Top 100 | Datum van verschijnen | Datum van binnenkomst | Hoogste positie | Aantal weken | Opmerkingen |
| ------------------------------------------------------------------- | --------------------- | --------------------- | --------------- | ------------ | ----------- |
| White Ladder                                                        | 1998                  | 26-08-2000            | 51              | 9            |             |
| A New Day at Midnight                                               | 2002                  | 09-11-2002            | 81              | 3            |             |
| Life in Slow Motion                                                 | 09-09-2005            | 17-09-2005            | 23              | 9            |             |
| Draw the Line                                                       | 11-09-2009            | 19-09-2009            | 21              | 7            |             |
| Foundling                                                           | 13-08-2010            | 21-08-2010            | 55              | 2            |             |
| Mutineers                                                           | 27-06-2014            | 05-07-2014            | 31              | 2            |             |

| Album met hitnotering(en) in de Vlaamse Ultratop 200 albums | Datum van verschijnen | Datum van binnenkomst | Hoogste positie | Aantal weken | Opmerkingen |
| ----------------------------------------------------------- | --------------------- | --------------------- | --------------- | ------------ | ----------- |
| Life in Slow Motion                                         | 09-09-2005            | 17-09-2005            | 26              | 8            |             |
| Draw the Line                                               | 11-09-2009            | 19-09-2009            | 45              | 6            |             |
| Foundling                                                   | 13-08-2010            | 28-08-2010            | 70              | 3            |             |
| Mutineers                                                   | 27-06-2014            | 05-07-2014            | 57              | 8            |             |
| The Best of David Gray                                      | 2016                  | 05-11-2016            | 188             | 1            |             |

### Singles
| Single met eventuele hitnotering(en) in de Nederlandse Top 40 | Datum van verschijnen | Datum van binnenkomst | Hoogste positie | Aantal weken | Opmerkingen              |
| ------------------------------------------------------------- | --------------------- | --------------------- | --------------- | ------------ | ------------------------ |
| Babylon                                                       | 2000                  | 05-08-2000            | tip2            | -            | #81 in de Single Top 100 |
| The One I Love                                                | 2005                  | -                     |                 |              | #93 in de Single Top 100 |

| Single met hitnotering(en) in de Vlaamse Ultratop 50 | Datum van verschijnen | Datum van binnenkomst | Hoogste positie | Aantal weken | Opmerkingen |
| ---------------------------------------------------- | --------------------- | --------------------- | --------------- | ------------ | ----------- |
| The One I Love                                       | 2005                  | 22-10-2005            | tip5            | -            |             |
| Fugitive                                             | 2009                  | 26-09-2009            | tip22           | -            |             |
| Back in the World                                    | 2014                  | 07-06-2014            | tip44           | -            |             |
| Enter Lightly                                        | 2016                  | 24-12-2016            | tip             | -            |             |

### NPO Radio 2 Top 2000
| Nummer met noteringen in de NPO Radio 2 Top 2000 | '14  | '15 | '16  |
| ------------------------------------------------ | ---- | --- | ---- |
| Babylon                                          | 1687 | -   | 1986 |

1. ↑  Een '-' betekent dat het nummer niet was genoteerd en een vetgedrukt getal geeft de hoogste notering aan.
2. ↑  2014 was het eerste jaar met een notering voor dit nummer.
3. ↑  Deze tabel is bijgewerkt tot en met de laatste editie (2024).

## Concerten in Nederland
- 11 november 2000, De Melkweg (Amsterdam)
- 27 maart 2003, 013 (Tilburg)
- 24 januari 2006, 013 (Tilburg)
- 5 juni 2006, Pinkpop (Landgraaf)
- 6 oktober 2009, De Melkweg (Amsterdam)
- 3 februari 2010, Vredenburg (Utrecht)
- 24 november 2014, TivoliVredenburg (Utrecht)
- 19 december 2016, TivoliVredenburg (Utrecht)
- 25 april 2017, Carré (Amsterdam)

## DVD's
- 2001 Live
- 2006 Live In Slow Motion